# Radiografska kontrola
Radiografska kontrola (kratica: RK) je vrsta kontrole bez razaranja, koja pri kontroli kvalitete metodama prozračavanja u praksi koristi rendgenske zrake ili gama zrake. Rendgenske zrake nastaju pri naglom kočenju ubrzanog snopa elektrona na metalnoj ploči (antikatodi u rendgenskoj cijevi), dok gama zrake nastaju prilikom spontanog raspada nestabilnih atomskih jezgri (prirodnih radioaktivnih materijala i radioaktivnih izotopa). Oba su zračenja u biti elektromagnetska zračenja. Rendgenske i gama zrake ostavljaju trag na filmskoj emulziji (industrijske folije), na čemu se i zasniva radiografska kontrola i ispitivanje grešaka u unutrašnjosti materijala. Izvor rendgenskog zračenja je rendgenska cijev s vakuumom, priključena na visok napon do 400 kV (za prozračivanje čeličnih predmeta do 70 mm debljine).
Radiografska kontrola se obično koristi za otkrivanje pogrešaka zavarenih spojeva, poroznosti, uključaka troske, neprovarenog korijena. Teško je otkrivanje plošnih pogrešaka poput pukotina (mogu se otkriti samo pukotine položene u smjeru zračenja). Ionizirajuće zračenje može uzrokovati štetne posljedice kod ljudi i ostalog živog svijeta, pa je pri radiografiji obvezatno provođenje mjera zaštite na radu s izvorima ionizirajućeg zračenja, te pri transportu i skladištenju radioaktivnih materijala.

## Fizikalne osnove radiografske kontrole
Atomi nekog elementa koji se razlikuju po broju neutrona u jezgri nazivaju se izotopi, razlikuju se po atomskoj težini, ali su im kemijska svojstva jednaka. Danas se stvaraju na umjetni način "bombardiranjem" neutronima, protonima, rendgenskim zrakama ili nekim drugim subatomskim česticama. Neke jezgre od tako dobivenih izotopa nisu stabilne već se raspadaju, pri čemu takav izotop koji se još naziva i radioizitop zrači energiju (radioaktivan je). Jedan dio oslobođene energije zrači se u obliku gama zraka koje se koriste u defektoskopiji. Najčešći radioizotopi su kobalt-60 (vrijeme poluraspada 5,3 godine), iridij-192 (vrijeme poluraspada 74,4 dana) i cezij-137 (vrijeme poluraspada 30 godina).
Intenzitet zračenja opada po dubini prozračavanog materijala po sljedećoj formuli:
I = Io ˑ e-μd
gdje je: Io - ulazni intenzitet zračenja, I - intenzitet zračenja na izlazu iz materijala, d - debljina prozračavanog materijala, μ - linearni koeficijent apsorbcije zračenja (slabljenja zračenja). Ovisno o načinu registracije promjene intenziteta zračenja govori se o ionizacijskoj (informacije o grešci u obliku elektroničkih signala), radioskopskoj (informacije o prisutnosti greške na monitorima zatvorenih televizijskih sistema) i o radiografskoj kontroli (informacije o kontroli bilježe se na rendgenskom filmu).
Objašnjenje rezultata kontrole prozračavanjem u prvom redu ovisi o kvaliteti snimke. Kod radiografske kontrole za ocjenu kvalitete radiograma koriste se različiti oblici indikatora kvalitete snimka (penetrametri). Postavljaju se ispod prozračavanog predmeta, s gornje strane radiografskog filma. Najčešće su to žičice standardiziranih različitih promjera ili provrti standardiziranih različitih dimenzija, ovisno o propisima koji se primjenjuju kod kontrole. Na primjer, penetrametar prema DIN 54109 napravljen je tako da se između folija od plastične mase nalaze pravilno rasporedenih sedam kalibriranih žica različitih dimenzija (ovi se indikatori izrađuju s tri područja debljina) od materijala koji približno odgovara materijalu koji se prozračuje. Iznad i ispod žica nalaze se informacije o materijalu (Fe, Al, Cu) i o području debljina. Kvaliteta snimke iskazuje se preko promjera žice koja se vidi na radiogramu. Kvaliteta razaznavanja radiograma Z može se iskazati formulom:
Z = (dmin /d) ˑ 100%
gdje je: dmin - debljina najtanje žice ili detalja penetrametra, d - debljina prozračavanog predmeta. Što je veličina Z manja, to je razaznavanje radiograma bolje.

### Radiografija
Radiografija je vrsta kontrole bez razaranja pri kojem su metali izloženi snopu rendgenskih zraka. Razlike u debljini, gustoći, apsorpciji uzrokovanoj unutarnjim pogreškama ili inkluzijama vide se na sjenovitoj slici koja nastaje na fluorescentnom zastoru ili fotografskom filmu stavljenom iza ispitivanog uzorka. 
Rendgenske zrake, poznate i kao X-zrake, područje su elektromagnetskog zračenja s valnim duljinama između 10 i 0,01 nm, što približno odgovara području između ultraljubičastog i gama zračenja. Najpoznatija njihova primjena je u dijagnostičkoj radiografiji i kristalografiji. Zbog svoje energije ubrajaju se u ionizirajuće zračenje. Rendgenske zrake se dijele na tvrde i meke rendgenske zrake, s obzirom na mogućnost prodiranja kroz razne materijale. Meke rendgenske zrake imaju valnu duljinu od 0,1 nm do 10 nm (0,12 to 12 keV). Tvrde rendgenske zrake imaju valnu duljinu od 0,01 nm do 0,1 nm (12 to 120 keV). Osnovna razlika između rendgenskih i gama zraka je u načinu njihovog nastajanja. Rendgenske zrake nastaju u vanjskom elektronskom omotaču atoma, dok gama zrake nastaju u jezgri atoma.

## Povijest
Wilhelm Conrad Röntgen objavljuje 1895. da je u modificiranoj Crookesovoj cijevi otkrio nevidljive zrake koje izazivaju fluorescenciju, prolaze kroz materiju, te se ne otklanjaju u magnetskom polju. Röntgen je te zrake nazvao X-zrake zbog njihove nepoznate prirode. Iako se poslije pokazalo da su takve zrake već bile uočene u nekim pokusima, npr. Nikola Tesla proizveo ih je djelovanjem električnog polja visoke frekvencije, Röntgen ih je prvi istražio, primijenio i shvatio njihovu prirodu.
Röntgen je odmah uočio mnoge sličnosti s vidljivom svjetlošću. Rendgenske zrake se šire u pravcima, bacaju oštre sjene, djeluju na fotografsku ploču i u nekim tvarima izazivaju fluorescenciju. Ali po nekim svojstvima činilo se da se razlikuju od vidljive svjetlosti. Zapazio je njihovu izvanrednu prodornost, i nije ih mogao sabiti s lećom u žarište, a pokusi s lomom svjetlosti (refrakcija) i refleksijom novih zraka nisu mu uspjeli. Tek kada je 1912. Max von Laue dokazao da rendgenske zrake mogu ogibati (difrakcija), postalo je jasno da su one transverzalni elektromagnetski valovi, kao i vidljiva svjetlost, od koje se razlikuju po mnogo kraćim valnim duljinama.

### Rendgenska cijev
Rendgenska cijev je izvor rendgenskog zračenja u današnjim rendgenskim uređajima i strojevima. Danas se upotrebljavaju rendgenske cijevi s užarenom katodom, koje su mnogo učinkovitije u emitiranju elektrona od hladne katode u ionskim cijevima, kao što su bile Crookesova cijev ili Coolidgeova cijev.

## Primjena radiografije
Radiografija je metoda primjene rendgenskih zraka za otkrivanje unutrašnjih grešaka i nehomogenosti u materijalu. Između rendgenske cijevi i fluorescentnog ekrana ili filma postavlja se ispitivani uzorak. Metoda u kojoj se umjesto filma postavlja fluorescentni ekran naziva se metoda vizualnog prozračivanja, a metoda prozračivanja na filmsku emulziju naziva se fotografska metoda. Za industrijska ispitivanja koriste se uglavnom fotografske metode. Osnova fotografske metode odredivanja grešaka sastoji se u dobivanju slike prozračenog uzorka u obliku filma ili fotografije. Zahvaljujući nizu prednosti u odnosu na druge metode (dovoljno velika osjetljivost, mogućnost arhiviranja), fotografska metoda je našla široku primjenu u praksi prozračivanja.
Svaka nehomogenost u materijalu (pukotine, pore, uključci itd.) pokazuje se na filmu kao različito zacrnjenje. Kvaliteta snimka (dobar kontrast) ovisi o: jačini (intenzitetu) rendgenskih zraka, rastojanju žarišta (fokusa), veličini sekundarnog zračenja, naknadnoj obradi filma. Naknadna obrada filma se sastoji od razvijanja, fiksiranja i sušenja filma. Nakon toga se snimak tumači (analizira). 

## Gamagrafija
Gamagrafija je metoda primjene radioaktivnih izotopa za otkrivanje unutrašnjih grešaka i nehomogenosti u materijalu. U svrhu industrijske defektoskopije, radioaktivno zračenje koristi se još od 1928. U prvo vrijeme isključivo je korišten prirodni izotop radija. Zbog visoke cijene nije našao široku primjenu u industriji. Masovna proizvodnja umjetnih radioaktivnih izotopa dobivenih u nuklearnim reaktorima, ciklotronima, akceleratorima omogućila je širu primjenu izotopa tek od 1960. Umjetni radioaktivni izotopi danas se mogu proizvesti u različitim standardnim dimenzijama i aktivitetima, sukladno uređajima na kojima se provodi ispitivanje (defektoskop).
Zbog malih valnih duljina, radioaktivne gama zrake imaju svojstvo da prodiru kroz sve materijale. Prozračivanjem, propuštanje gama zraka kroz različite materijale je različito. Materijali s malom atomskom masom vrlo dobro propuštaju gama zrake, dok ih materijali s velikom atomskom masom znatno upijaju (apsorbiraju). Osjetljivost radiograma određuje se veličinom najmanje greške koja se može otkriti. Da bi se dobio što kontrasniji film, iza filma koji se postavlja u gumene ili plastične kutije, postavlja se olovna podloška, kako bi se film zaštitio od sekundarnog zračenja, koja nastaju kao posljedica rasijavanja gama zraka od okoline.
Pocrnjenje negativa radiograma na mjestu snimanja ovisi o odnosu jačine (intenziteta) snopa zračenja poslije prolaska gama zraka kroz materijal, odnosno od njihovog upijanja (apsorcije) kroz materijal. Svaka nehomogenost u materijalu pojavljuje se na snimku kao različita gustoća pocrnjenja. Što je granica između pojedinih kontura grešaka (defekata) i osnovnog negativa na filmu oštrija, tj, što je film više kontrastan, to je lakše razabrati nađene greške i suditi o njihovom obliku i veličini (kao i kod snimanja rendgenskim zracima). 
Gamagrafska kontrola se može provoditi pojedinačnim ili panoramskim prozračivanjem uzoraka gama zracima. Panoramskim prozračivanjem uzoraka se izvor zračenja izbacuje iz defektoskopa, tako da zrači pod kutom od 360º. Na taj način je moguće prozračivanje većeg broja uzoraka. Pri izboru gama izvora treba voditi računa o vrsti i debljini ispitivanog uzorka, vremenu poluraspada radio izotopa, raspoloživim aktivnostima i dimenzijama radioaktivnih izvora.

### Mjerna oprema
Gamagrafska kontrola se provodi uređajem koji se naziva defektoskop. Mjernu opremu obicno čini defektoskop i spremnik (kontejner). Defektoskopi moraju zadovoljiti određene uvjete, kako u pogledu zaštite onog koji rukuje s njime, tako i u pogledu konstrukcije. U vrijeme ispitivanja radioaktivni izvor se postavlja u nosač izotopa, a nakon ispitivanja, radioaktivni izvor se sprema u spremnike, koji su posebno zaštićeni. 

### Prednosti gamagrafske kontrole
Prednosti gamagrafske kontrole su:
- uređaji za ispitivanje (defektoskopi) lakši su i manje osjetljivi na način rukovanja i projevoza, praktički su nepokvarljivi;
- rad s izotopima nije vezan za izvor električne energije, mjerne instrumente i transformatore;
- dimenzije gama radioaktivnog izvora su vrlo male, tako da mogu prozračivati i vrlo uske i rendgenskoj cijevi nepristupačne uzorke;
- s gama zracenjem moguće je prozračiti strojne dijelove i konstrukcije veće debljine nego s rendgenskim zračenjem.

### Nedostaci gamagrafske kontrole
Nedostaci gamagrafske kontrole u odnosu na rendgensko prozračivanje su:
- kontrasti na gama radiogramu su nešto slabiji nego na rendgenogramu;
- radio izotop stalno zrači i predstavlja opasnost za okoliš;
- prozračivanje kod radioaktivnih izotopa prilično je dugo, tako da operater mora biti duže izložen ionizirajućem zračenju;
- treba imati nekoliko izvora gama zraka, da bi se u danom trenutku izabrao izotop najpogodnije energije gama zračenja.